# Enel Distribuição Ceará
A Enel Distribuição Ceará, anteriormente conhecida como Companhia Energética do Ceará (COELCE), é uma empresa de distribuição de energia elétrica com atuação em todo o estado do Ceará, que possui sede em Fortaleza.

## História

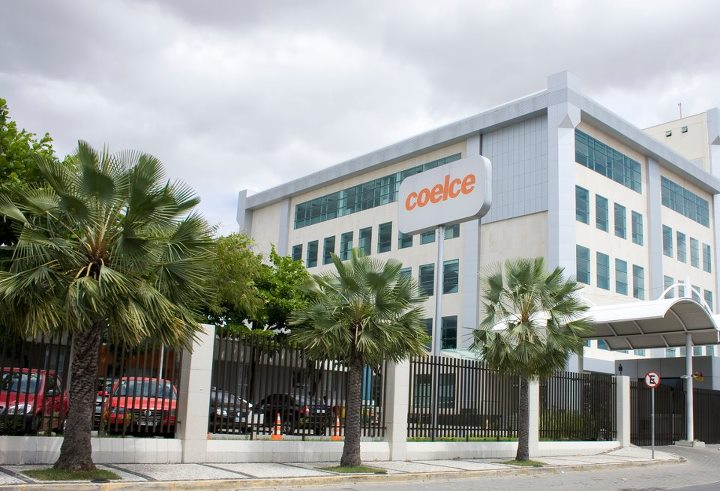
Sede atual da empresa, onde é possível ver seu antigo nome.

A companhia foi criada no dia 30 de agosto de 1971 por meio da Lei Estadual nº. 9.477 de 5 de julho de 1971, a partir da unificação de quatro empresas atuantes na distribuição de energia elétrica, então existentes no Estado do Ceará: Companhia de Eletricidade do Cariri (CELCA), Eletrificação Centro-Norte do Ceará (CENORT), Companhia Nordeste de Eletrificação de Fortaleza (CONEFOR) e Companhia de Eletrificação do Nordeste (CERNE).
Em 1998, a empresa é privatizada, sendo vendida pela espanhola Endesa. E em 2009, a Endesa foi vendida pela italiana Enel.
Hoje, a empresa de capital aberto tem ações negociadas na B3 e é controlada pela holding Enel Brasil, que detém 74,05% do capital total de 97,91% do capital votante.
Negociadas na Bolsa de Valores - B3, as outras ações pertencem às pessoas físicas, investidores institucionais nacionais e estrangeiros, fundos de pensão, clubes e fundos de investimentos, bem como outras pessoas jurídicas. Suas atividades são regulamentadas e fiscalizadas pelas agências reguladoras ARCE e ANEEL.

## Dados da Enel Ceará
Distribuindo energia elétrica para cerca de 4,2 milhões de unidades consumidores em todos os 184 municípios cearenses, A Enel Ceará cobre um território de 149.000 km², e possui 5.605 km de linhas de transmissão.
Trata-se da terceira maior distribuidora de energia da Região Nordeste do Brasil em volume comercializado e, em 2016, pela sexta vez, foi considerada a melhor distribuidora de energia elétrica do Brasil pela Associação Brasileira de Distribuidores de Energia Elétrica (ABRADEE).
Além da sede em Fortaleza, possui 27 centros operacionais que auxiliam na operação e manutenção de todo o estado do Ceará,188 lojas de atendimento e duas unidades móveis.
Diversas comunidades com as quais se relaciona são de baixo desenvolvimento socioeconômico enquadradas na categoria baixa renda. A classe Residencial Baixa Renda apresentou no primeiro trimestre de 2023 uma alta de 45,9% se comparado ao mesmo período de 2022.
No primeiro trimestre de 2023, a companhia empregou 11.337 colaboradores, sendo 1.144 próprios. No primeiro trimestre de 2023, o volume total de venda e transporte de energia na área de concessão da Enel Distribuição Ceará foi de 3.092 GWh.
A receita operacional líquida da Enel Distribuição Ceará apresentou um aumento de 9,7% nos três primeiros meses de 2023 em relação ao mesmo período de 2022, atingindo o montante de R$ 1.795,7 milhões.
A empresa foi eleita pelo Great Place to Work Institute (GPTW) como a décima quarta melhor empresa para se trabalhar no Brasil em 2009. 
No dia 8 de novembro de 2016, a então COELCE (Companhia Energética do Ceará), passou a se chamar Enel Distribuição Ceará, o mesmo ocorreu com a distribuidora Ampla, que opera no Rio de Janeiro, que passou a se chamar Enel Distribuição Rio.

## Reajustes tarifários
A ANEEL é quem define os reajustes tarifários para todas as distribuidoras de energia elétrica no Brasil.
| Empresa                        | Consumidores residenciais - B1 |
| ENEL CE                        | 23,99%                         |
| Baixa tensão em média          | 25,09%                         |
| Alta tensão em média           | 24,16%                         |
| Efeito Médio para o consumidor | 24,85%                         |

Atualizada em 2022. 

## Administração
| Marcia Sandra Roque Vieira Silva | Diretor-Presidente                                                          |
| Charles d' Capdeville            | Diretor de Operações de Infraestrutura e Redes                              |
| Teobaldo José Cavalcante Leal    | Diretor de Administração, Finanças, Controle e de Relações com Investidores |
| Alain Rosolino                   | Diretor de Pessoas e Organização                                            |
| José Nunes de Almeida Neto       | Diretor de Relações Institucionais                                          |
| Janaina Savino Vilella Carro     | Diretor de Comunicação                                                      |
| Ana Claudia Gonçalves Rebello    | Diretor Jurídico                                                            |
| Fernando Andrade                 | Diretor de Engenharia e Construção                                          |
| Luiz Flavio Xavier de Sá         | Diretor de Mercado                                                          |

## Prêmios
Melhor distribuidora de energia elétrica do Brasil – A Enel Ceará foi eleita em 2016, pela sexta vez nos últimos oito anos, a melhor distribuidora de energia do Brasil pela Associação Brasileira de Distribuidores de Energia Elétrica (Abradee).
Melhores Empresas para Trabalhar no Brasil - Classificada pelo 6º ano consecutivo entre as 150 Melhores Empresas para se Trabalhar no Brasil. A companhia foi eleita a melhor empresa para trabalhar da região Norte e Nordeste do Brasil e também foi premiada pelo Guia como a empresa com as melhores práticas de desenvolvimento.
Empresário Melhor Amigo do Esporte - Iniciativa do Ministério dos Esportes que reconhece as empresas que aportaram recursos na área por meio da Lei de Incentivo ao Esporte. Pela segunda vez consecutiva, foi reconhecida em primeiro lugar com o "Prêmio Melhor Amigo do Esporte no Estado".
Melhor Programa de Eficiência Energética - Na apresentação de artigos técnicos, a Enel Distribuição Ceará conquistou o 1º lugar no II Seenel (Seminário de Eficiência Energética no Setor Elétrico) com o projeto "Luz Solidária".
Prêmio Aberje - Prêmio concedido pela Associação Brasileira de Comunicação Empresarial (Aberje), que tem como propósito discutir e promover, numa perspectiva local e global, a comunicação empresarial e organizacional como função administrativa, política, cultural e simbólica de gestão estratégica das organizações e de fortalecimento da cidadania. Nacional : 2011 - Energia Social e Iteva | 2010 - Ecoelce, CineCoelce e Pé na Estrada Regional : 2011 - Energia Social, Iteva, A Crise do Apagão, I Seminário de Mídias Sociais e Programa Correspondentes Coelce. | 2010 - Ecoelce, Pé na Estrada, CineCoelce, Você Pergunta a Coelce Responde, Empresa N/NE Destaque e Profissional do Ano - N/NE.
Selo de Investimento Responsável - O conselho Municipal dos Direitos da Criança e do Adolescente de Fortaleza - Comdica Fortaleza concedeu à empresa o selo de investimento responsável, como empresa investidora, pelos recursos aplicados durante o ano de 2009/2010 no Fundo Municipal dos Direitos da Criança e do Adolescente.
Selo Empresa Amiga da Criança - Concedido pela Fundação Abrinq., a companhia foi certificada com o selo Empresa Amiga da Criança no ano d 2009. O selo de reconhecimento foi concedido devido aos projetos desenvolvidos a crianças e adolescentes e em defesa dos seus direitos.
Prêmio Eletricidade 2010 - Em 2010, foi eleita a melhor empresa do Nordeste, bem como a concessionária, com a melhor evolução na região.
Essa é a 15ª edição do prêmio promovido pela revista "Eletricidade Moderna", que avalia as concessionárias de energia do Brasil por meio de indicadores que refletem a qualidade dos serviços prestados aos consumidores.
Prêmio FIEC por Desempenho Ambiental – A companhia recebeu o Prêmio FIEC por Desempenho Ambiental 2011, na categoria Educação Ambiental, com a temática "Educação Ambiental Integrada ". O prêmio destaca empresas que conservam o meio ambiente e implementam atividades para a melhoria da qualidade ambiental.
Certificado Empresa Cidadã - Pelo 4º ano consecutivo, recebeu o certificado empresa cidadã. O prêmio, organizado pelo Conselho Regional de Contabilidade do Rio de Janeiro (CRC/RJ), tem como objetivo premiar, incentivar e reconhecer implantação de boas práticas ligadas à responsabilidade social e ambiental. São certificadas empresas cujas informações contábeis e socioambientais alcançam nível de qualidade exigido pelo regulamento.
Índice de Sustentabilidade Empresarial - ISE 2012 - Pela 6ª vez consecutiva integrante da carteira da B3, válida de jan/12 a dez/12. Formada por ações de 38 empresas reconhecidas nacionalmente por seu compromisso com o desenvolvimento sustentável.
Certificado IBEF de Sustentabilidade - Concedido pelo Instituto Brasileiro de Executivos de Finanças, a Coelce recebeu o certificado de Excelência em Sustentabilidade.
Prêmio Nacional de Inovação - Promovido pela Confederação Nacional da Indústria (CNI) e pelo Movimento Brasil Competitivo (MBC), em parceria com a Financiadora de Estudos e Projetos (Finep) e o Ministério da Ciência e Tecnologia. O prêmio, que valoriza o poder da cultura de inovação de empresas que contribuem para o desenvolvimento sustentável do país, posicionou a empresa entre as três empresas com melhores Processos de Gestão de Inovação do Brasil e a única distribuidora de energia elétrica finalista na premiação.
Prêmio Delmiro Gouveia - Prêmio promovido pelo Jornal O Povo, em parceria com a B3, IBEF Ceará e Apimec Nordeste, destaca o desempenho das empresas cearenses, nos setores econômico e social, e dos contabilistas envolvidos no processo de elaboração das peças contábeis analisadas. A empresa foi destaque nas categorias Maiores Empresas, Melhores em Desempenho Econômico-Financeiro e Melhores em Desempenho Social.
Prêmio Fundação Coge - O projeto Ecoelce foi finalista na categoria Ações de Responsabilidade Social da premiação do Comitê de Gestão Empresarial 2009.
Prêmio Contribuintes 2011 - Prêmio promovido pela Secretaria da Fazenda do Estado do Ceará (Sefaz) em parceria com o Jornal Diário do Nordeste. Foi reconhecida entre as maiores em arrecadação de ICMS no segmento de serviços do estado do Ceará.
Selo de Responsabilidade Cultural 2009 - Promovido pela Secretaria de Cultura do Estado (Secult), que reconhece as empresas que mais investem nesse setor.
Índice de Sustentabilidade Empresarial (ISE) - Pelo quarto ano consecutivo, a ação preferencial classe A (COCE5) integrou a carteira da B3 que lista empresas comprometidas com governança e equilíbrio nos desempenhos econômico, social e ambiental.
As Melhores da Dinheiro - Pela primeira vez, integrou o ranking das 500 melhores empresas do Brasil na edição 2008 do anuário da revista IstoÉ Dinheiro. Foi destaque na categoria de empresas da área energética, ficando em segundo lugar em dois critérios de gestão: Responsabilidade Social e Recursos Humanos.
Selo Ibase - Reconhecimento do Instituto Brasileiro de Análises Sociais e Econômicas pela qualidade das informações do balanço social, desde 2004.
Prêmio Fundação Coge 2008 - Finalista em três das quatro categorias, com os programas Troca Eficiente (Ações de Responsabilidade Social), Ecoelce (Ações Ambientais) e Prevenindo Sempre (Segurança e Saúde).
Índice de Sustentabilidade Empresarial (ISE), da B3 - Pelo terceiro ano consecutivo, integra o seleto grupo de empresas reconhecidas nacionalmente por seu compromisso com o desenvolvimento sustentável.
World Business and Development Awards (WBDA) - O Ecoelce foi um dos dez ganhadores do prêmio promovido pela Organização das Nações Unidas (ONU), que reconhece a contribuição das empresas do setor privado para atingir os Objetivos de Desenvolvimento do Milênio.
Prêmio Von Martius - O programa Ecoelce, de troca de resíduos por bônus na conta de energia, foi premiado com o 2º lugar na categoria Natureza, em evento realizado pela Câmara Brasil-Alemanha.
Brasil que Inova - Ecoelce foi considerado uma das 25 maiores inovações brasileiras da última década, reconhecimento promovido pela revista Exame.
Prêmio Abrasca (Associação Brasileira das Companhias Abertas), Relatório Anual - 11º posição no ranking nacional e a 5ª entre as empresas de energia.
Rumo a Credibilidade - O Relatório Anual de Sustentabilidade 2007 ficou em 3º lugar no ranking na pesquisa realizada pela Fundação Brasileira para o Desenvolvimento Sustentável (FBDS) em parceria com a internacional SustainAbility. Recebeu o 1º lugar do setor elétrico.
Comunicação de Progresso - COP Notável - O Relatório de Sustentabilidade 2007 foi reconhecido como notável pelo Pacto Global da ONU.
Prêmio Fiec por Desempenho Ambiental 2008 - 1ª colocada na categoria Integração com a Sociedade (programa Troca Eficiente Coelce), e 3ª colocada em Produção mais Limpa (projeto Óleo Ecológico).
Prêmio Top of Quality de Ambientação - Reconhecimento da Ordem dos Parlamentares do Brasil (OPB) ao trabalho de proteção ao meio ambiente.